# برج وحشت ۲ (شهربازی دریم ورد)

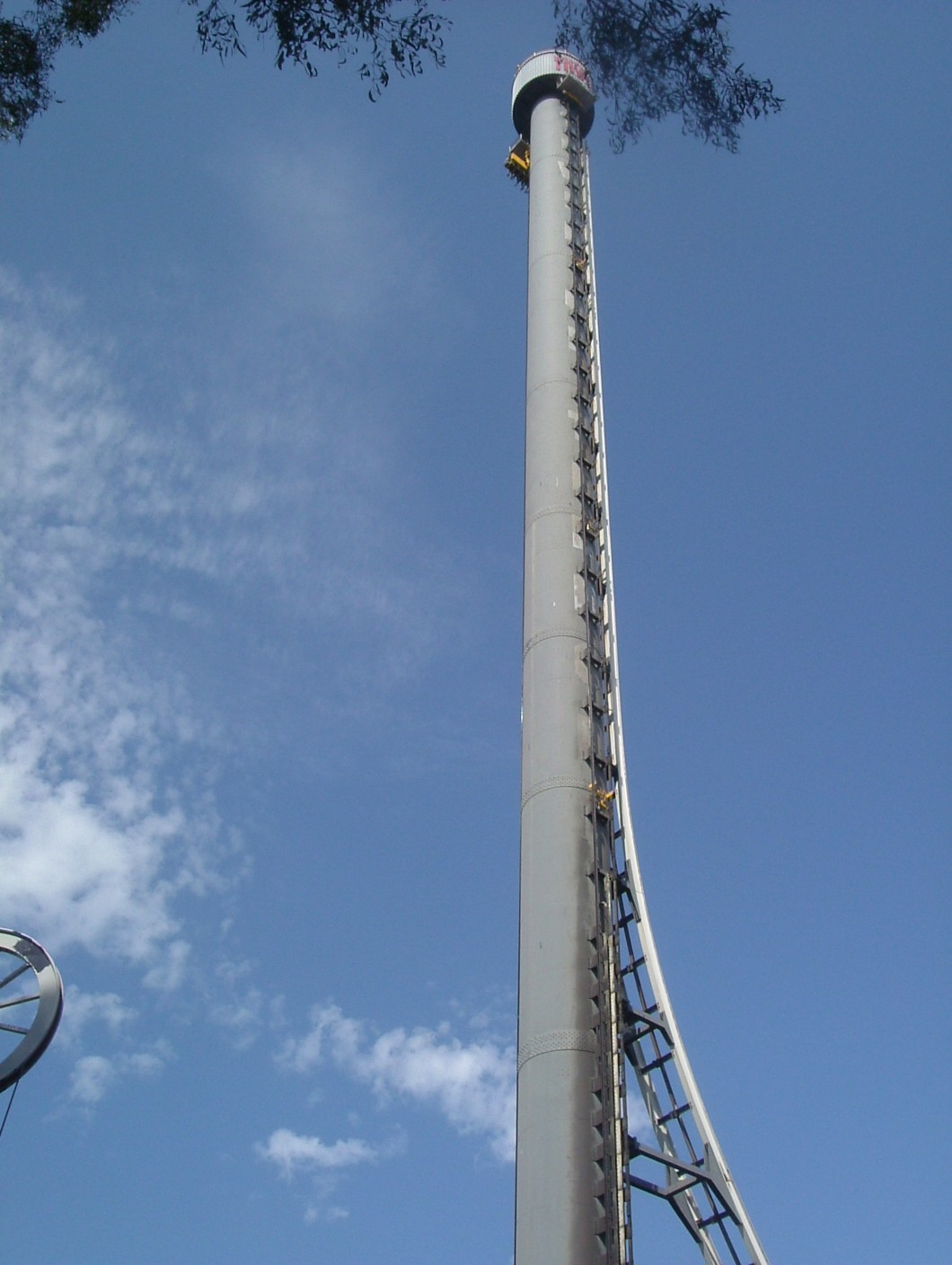
برج وحشت ۲ (شهربازی دریم ورد)

برج وحشت ۲ (به انگلیسی: Tower of Terror II) از نوع قطار هوایی فولادی است. این ترن هوایی لزوماً یک چرخهٔ کامل را طی نمی‌کند یعنی از نوع shuttle roller coaster است. برج وحشت ۲ در شهربازی دریم وُرد می‌باشد که در شهر گلد کاست ایالت کوئینزلند استرالیا واقع شده است. در آغاز گشایش این شهربازی در ۲۳ ژوئیه ۱۹۹۷، برج وحشت ۲ بلندترین و سریع‌ترین ترن هوایی جهان به شمار می رفت.